# Tina Trebec
Tina Trebec (née le 10 mars 1990 à Postojna, actuelle Slovénie) est une joueuse de basket-ball slovène, évoluant au poste d'ailière.

## Biographie
Elle commence la saison 2017-2018 en Suisse (9 points et 5,9 rebonds mais aussi 11,9 points et 5,3 rebonds en Eurocoupe) avec Elfic Fribourg puis rejoint comme pigiste médicale le club italien de 14,9 points et 6,6 rebonds en Série A1.
Pour la saison 2018-2019, elle rejoint le club français de Montpellier. Après une année au club bulgare de Montana avec 15,9 points (43,5 % aux tirs, 59 % à 2-points et 28 % à 3-points), 5,9 rebonds et 1,6 passe décisive pour une évaluation moyenne de 13,8 en 28 minutes de jeu, elle s'engage pour la saison 2020-2021 avec le club français de Montbrison en Ligue 2.

## Équipe nationale
Elle participe au championnat d'Europe 2017 où la Slovénie obtient une seule victoire en trois rencontres.

## Palmarès
- Championne de Slovénie en 2010, 2011, 2012 et 2017[1]
- Championne de Suède en 2014 et 2015[1]
- Vainqueur de la Coupe de Slovénie en 2011, 2012 et 2016[1]